# Nguyễn Khoan

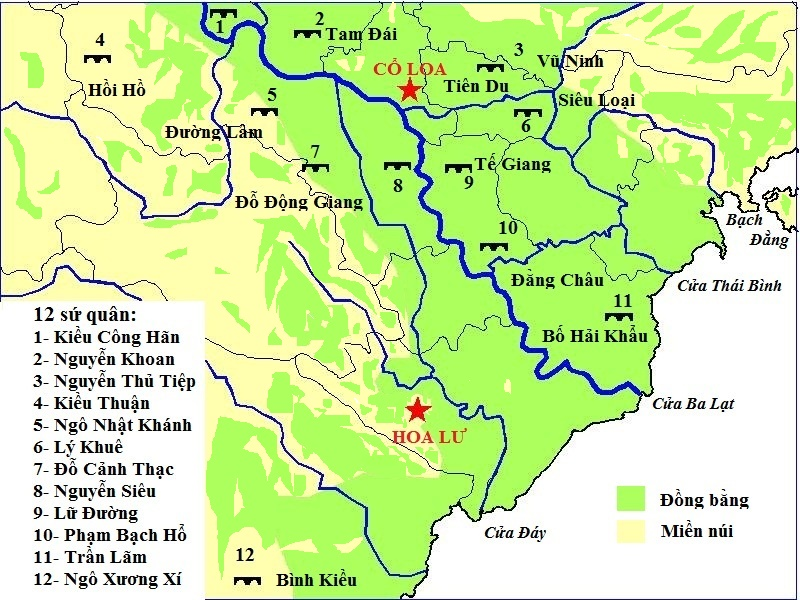
Sơ đồ vị trí 12 sứ quân

Nguyễn Khoan (chữ Hán: 阮寬; 906 - 967) hay Nguyễn Thái Bình (阮太平) là một sứ quân nổi dậy trong thời loạn 12 sứ quân trong lịch sử Việt Nam thế kỷ 10, cát cứ vùng Tam Đái (xã Yên Lạc, tỉnh Phú Thọ). Ông có công chiêu mộ và huấn luyện dân binh vùng chiếm đóng để xây dựng lực lượng và phát triển kinh tế nên được dân bản xứ theo ủng hộ. Khi đủ mạnh, ông tự xưng là Quảng Trí Quân, nghĩa là vị vua có đức lớn tài cao, rộng hiểu biết và đầy tình bác ái, biết canh tân mỹ tục cai trị triều đình nhỏ ở Tam Đái. Hiện một số nơi ở Vĩnh Phúc, Phú Thọ còn đền thờ phụng ông. Năm 967 ông bị lực lượng Hoa Lư của Đinh Bộ Lĩnh đánh dẹp, phát triển thêm một bước trong quá trình thống nhất, lập ra nhà nước Đại Cồ Việt trong lịch sử.

## Xuất thân
Về ba anh em sứ quân họ Nguyễn: Nguyễn Khoan, Nguyễn Thủ Tiệp, Nguyễn Siêu, theo thần tích các làng Văn Uyên và xã Đông Phù Liệt, Nam Phù, Hà Nội thì họ là cháu của Nguyễn Hãng – một danh tướng Bắc triều. Con của Nguyễn Hãng là Nguyễn Nê đem quân sang nước Việt đòi họ Khúc triều cống. Nguyễn Nê dựng bản doanh ở Thành Quả lấy vợ Việt sinh ra ba con trai. Sau khi Nguyễn Nê chết ba anh em tranh nhau giữ binh quyền, theo mẹ ở nước Việt gây nghiệp, người nào cũng nhiều của cải, nhiều quân quyền. Họ cùng trở thành thủ lĩnh các sứ quân cát cứ vào khoảng năm 945.. Nguyễn Khoan là anh cả, sinh năm 906, Nguyễn Thủ Tiệp sinh năm 908 và Nguyễn Siêu sinh năm 924

## Hào trưởng Tam Đái
Thời nhà Ngô, Nguyễn Khoan là một hào trưởng ở vùng Tam Đái, tức 3 giải đất quanh ngã ba Bạch Hạc. Về quân sự, ông xây dựng thủ phủ trên gò Biện Sơn và đóng đồn ở gò Đồng Đậu, chiêu mộ và huấn luyện dân binh để xây dựng lực lượng quân sự dùng khi hữu sự. Tuy nhiên, ông cũng chú ý đến phát triển kinh tế, chủ trương khuyến khích và chăm sóc nghề nông, canh tân tập tục nông thôn. Với sự giúp đỡ của hai tùy tướng tài và hai người vợ tài giỏi, ông đã xây dựng được vùng Tam Đái được thái bình thịnh trị, nhân dân ấm no vui vẻ. Khu vực Tam Đái xưa vốn nổi tiếng trù phú với câu ca "Nhất Tam Đái, nhị Khoái Châu". Nay có Đồng Đậu là một di chỉ cư trú của người Việt cổ lớn nhất ở trung tâm vùng tam giác châu thổ Bắc Bộ, phạm vi diện tích phân bố rộng nhất, tầng văn hoá dày nhất, chứa đựng khối lượng hiện vật khảo cổ rất lớn và phong phú.
Sơn tây tỉnh chí chép về vùng đất Tam Đái:
Một bên là núi Một tai, một bên là núi Biện, ở địa phận xã Vĩnh Mỗ, huyện Yên Lạc giữa đất bằng nổi lên đồi đất, hình như voi quỳ. Dưới có đầm sâu, Nguyễn Sứ quân chiếm Tam Đái, đóng đô ở đấy, vì thế có tên là Nguyễn Gia Loan. Loan giang - cùng với Bạch Hạc giang - Phó Đáy giang tạo nên Tam Đái - trở thành địa danh lịch sử từ thời Sứ quân, một "tiểu triều đình" tạo nên bởi ba dải sông, nên sự trù phú: "Nhất Tam Đái, nhì Khoái Châu".

## Nguyễn sứ quân
Năm 944, Ngô Quyền qua đời. Dương Tam Kha cướp ngôi nên triều đình rối loạn và mất dần khả năng kiểm soát đối với các địa phương. Lực lượng thôn Đường Lâm của Ngô Nhật Khánh và thôn Nguyễn Gia Loan của Nguyễn Khoan là những thế lực chống đối đầu tiên bị triều đình họ Dương điều quân tiến đánh. Năm 965, Ngô Xương Văn tiếp tục đem quân đi đánh hai thôn Đường và Nguyễn ở Thái Bình bị phục binh bắn nỏ trúng, tử trận. Các nhà nghiên cứu xác định thôn Đường tức Đường Lâm, thuộc phạm vi kiểm soát của sứ quân Ngô Nhật Khánh, còn thôn Nguyễn Gia Loan thuộc phạm vi kiểm soát của sứ quân Nguyễn Thái Bình, tức Nguyễn Khoan. Loạn hai thôn Đường, Nguyễn ở Thái Bình là cuộc nổi dậy ở địa phương, không chịu khuất phục chính quyền trung ương Cổ Loa khi nhà Ngô đã ở thời kỳ khủng hoảng và suy yếu.
Sau khi Dương Tam Kha cướp ngôi nhà Ngô, nhiều nơi không chịu thần phục. Năm 950 Dương Tam Kha phải sai quân đi đánh dẹp hai thôn Đường, Nguyễn ở Thái Bình, rồi đến tận năm 965, lực lượng hai thôn này vẫn tồn tại để gây nên cái chết của Nam Tấn Vương – vị Vua cuối cùng của nhà Ngô và trực tiếp đưa Tĩnh hải quân rơi vào thời kỳ bùng nổ của loạn 12 sứ quân (965-968).
Trong nỗ lực cuối cùng, Ngô Xương Xí lên kế thừa ngôi vị, nhưng bất lực trước thời cuộc nên tự lui về giữ Bình Kiều (Hợp Tiến, Thanh Hóa), tự coi mình là một sứ quân. Một số tướng lĩnh, thổ hào địa phương cũng xây dựng thế lực cát cứ, hình thành Loạn 12 sứ quân.
Vốn gắn bó với vùng Tam Đái, lại có nhiều công ơn với nhân dân trong vùng, thời loạn lạc, Nguyễn Khoan dần xây dựng thế lực riêng, nghiễm nhiên trở thành một sứ quân mạnh. Ông tự xưng Nguyễn Thái Bình, tước Quảng Trí Quân.
Truyền thuyết ở xã Sông Lô cho biết khu vực này thường xuyên là địa bàn tranh chấp của 2 sứ quân Nguyễn Khoan và Kiều Công Hãn, nơi đây diễn ra nhiều trận đánh bất phân thắng bại. Lịch sử hình thành làng Thổ Tang (Vĩnh Tường) cho biết: Để củng cố và phát triển thế lực, thủ lĩnh Nguyễn Khoan, lúc bấy giờ hùng cứ suốt một dải từ Bạch Hạc qua Thổ Tang đến huyện Yên Lạc, đã lệnh cho một số làng thuộc khu vực mình cai quản phải di chuyển đến nơi khác, do đó cư dân Thổ Tang lúc đó phải di chuyển ra cánh đồng Ma Trám lập thành làng mới. Tại đây dân làng đã dựng lên ngôi đình đầu tiên, nay nơi đó chỉ còn lại dấu tích gọi là bãi Nền Đình. Sau khi Đinh Bộ Lĩnh dẹp xong loạn cát cứ 12 sứ quân, lập nên triều đình Đinh thống nhất, các làng thiên di trước được lệnh trở về chỗ cũ, do đó dân cư sống ở cánh đồng Ma Trám đã quay trở lại xóm Cả. Từ xóm Cả, làng Thổ Tang tiếp tục phát triển mở rộng ra khu Đông, khu Bắc, khu Nam và Phương Viên ngày nay.
Cuối năm 967, Đinh Bộ Lĩnh dẫn quân lên vùng Tam Đái, Nguyễn Khoan chống không nổi, tử trận. Hai tướng và hai bà vợ của ông tự vẫn ở Ao Nâu, cạnh gò Đồng Đậu. Tuy nhiên, theo thần tích làng Vĩnh Mỗ (xã Yên Lạc, Phú Thọ) thì Nguyễn Khoan được Đinh Bộ Lĩnh tha chết và ông đã xuống tóc đi tu. Vì thế mà chùa Biện Sơn ngày nay cũng thờ đại sư Nguyễn Khoan.
Theo thần tích Đình Mai Phúc, xã Bồ Đề, Hà Nội thì hai vị thành hoàng là 2 anh em Xuân Vinh và Luận Nương đã tập hợp trai tráng trong làng thành đội dân binh và đã từng đánh bại quân của Nguyễn Khoan. Theo thần tích đình Hướng Nghĩa ở Nam Định thì tướng Phạm Hạp chính là người đánh bại và chém chết sứ quân Nguyễn Khoan ở Tam Đái.

## Được dân thờ tự
Xét trên lợi ích quốc gia, việc cát cứ của sứ quân Nguyễn Khoan đi ngược lại nguyện vọng thống nhất của dân tộc. Nhưng có thể thấy trong bối cảnh đất nước rơi vào tình trạng vô chủ, việc ông có thế lực quân sự mạnh, thiết lập chính quyền và duy trì trật tự tại Tam Đái để nhân dân có thể sống yên bình trong vùng đất của họ là điều cần thiết và thuận lòng dân, dù việc này không có tính toàn cục và chỉ diễn ra trong một thời đoạn ngắn, điều đó lý giải vì sao ông vẫn được nhân dân trong vùng chiếm đóng lập đền thờ.
Hiện nay, ở Phú Thọ có đền Gia Loan ở xã Yên Lạc và đình Lác ở làng Giã Bàng, xã Tề Lỗ  và đình Phan Dư, xã Sơn Đông là nơi thờ riêng ông. Ngoài ra còn có chùa Biện Sơn, cũng thuộc thị trấn Yên Lạc, thờ Nguyễn Khoan, được nhà nước Việt Nam công nhận là di tích lịch sử văn hóa. Làng Vĩnh Mỗ có lệ đánh cá thờ, mở vào ngày mồng 8 tháng Giêng hàng năm. Ở Ao Náu bên xứ gò Đậu - dân làng chài con to nhất dâng cúng sứ quân Nguyễn Khắc Khoan là Thành hoàng của làng.
Phả lục đền Nguyễn Gia Loan (đền thờ Nguyễn Sứ Quân) chép: "Trước doanh trại của ông (nay là gò chùa Biện) có một khu đồng. ông thường tích nước thả cá. Hàng năm cứ đến ngày mùng 8 tháng Giêng đầu xuân là ngày sinh nhật ông. ông mời bô lão trong xóm ấp, sai quân đánh cá, thiết tiệc mừng xuân. Đêm đến lại dâng bày hoa quả bánh trái, mừng vui tưởng niệm công đức cù lao của cha mẹ để lại. Ngày hôm sau lại mổ bò giết trâu, mời phường múa hát, cùng với nhân dân mở hội mừng xuân".
Đền Gia Loan là nơi lưu giữ được nhiều yếu tố liên quan đến Nguyễn Khoan cũng như những ghi nhận công đức của ông. Nơi đây còn lưu giữ được cuốn ngọc phả viết năm Lê Vĩnh Hựu thứ 6 (1752). Nơi đây còn có cả bức đại tự Vĩnh Khang Tiện Dân (mãi mãi yên lành khỏe mạnh cho mọi người dân), được treo trong đền Gia Loan cùng câu đối ca tụng công đức to lớn của ông đối với nhân dân vùng Tam Đái. 
Tam Đái tiểu triều đình, cát cứ nam thiên thân vũ trụ.
Ngũ trang lưu thắng tích, đạt bào tây địa chấn sơn hà.
Tạm dịch:
Tiểu triều đình nhỏ ở Tam Đái, phân chia cương vực chiếm giữ trời Nam.
Năm trang còn giữ được di tích đẹp cùng trong đất miền Tây vững bền sông núi.
Hiện nay, đền thờ Nguyễn Khắc Khoan là địa chỉ nằm trong tam giác gắn kết với Di chỉ khảo cổ học Đồng Đậu và chùa Biện Sơn thành một quần thể di tích đặc trưng vùng sông Loan - núi Biện hấp dẫn các nhà nghiên cứu lịch sử, văn hoá, ngôn ngữ, mỹ thuật và khách tham quan du lịch về vùng đất Yên Lạc nói riêng và Phú Thọ nói chung.
Tại vùng đất ven sông Hồng, nơi thuộc phạm vi kiểm soát của sứ quân Kiều Công Hãn thời 12 sứ quân có di tích đình Vĩnh Mỗ, xã Cao Xá cũng thờ tướng quân Nguyễn Khoan trong vai trò là người sáng lập ra các làng Tề Lễ và Vĩnh Mỗ với lễ hội diễn ra từ 7 - 11/1 âm lịch hàng năm. Tên làng Vĩnh Mỗ xã Cao Xá, Lâm Thao, Phú Thọ cũng trùng với tên làng Vĩnh Mỗ, Thị trấn Yên Lạc, Vĩnh Phúc là nơi đóng quân của vị sứ quân này cách đó 30 km.